# Рекшин
Рекшин (укр. Рекшин) — село в Нараевской сельской общине Тернопольского района Тернопольской области Украины.
До 2020 года входило в Бережанский район.
Код КОАТУУ — 6120487001. Население по переписи 2001 года составляло 468 человек.

## Географическое положение
Село Рекшин находится на правом берегу реки Золотая Липа,
выше по течению на расстоянии в 2 км расположено село Писаревка,
ниже по течению примыкает село Стрыганцы,
на противоположном берегу — село Поточаны.
Село состоит из нескольких частей, которые разнесены на расстояние до 2-х км.

## История
- 1424 год — дата основания.

## Объекты социальной сферы
- Школа.
- Клуб.
- Фельдшерско-акушерский пункт.